# 白老駅

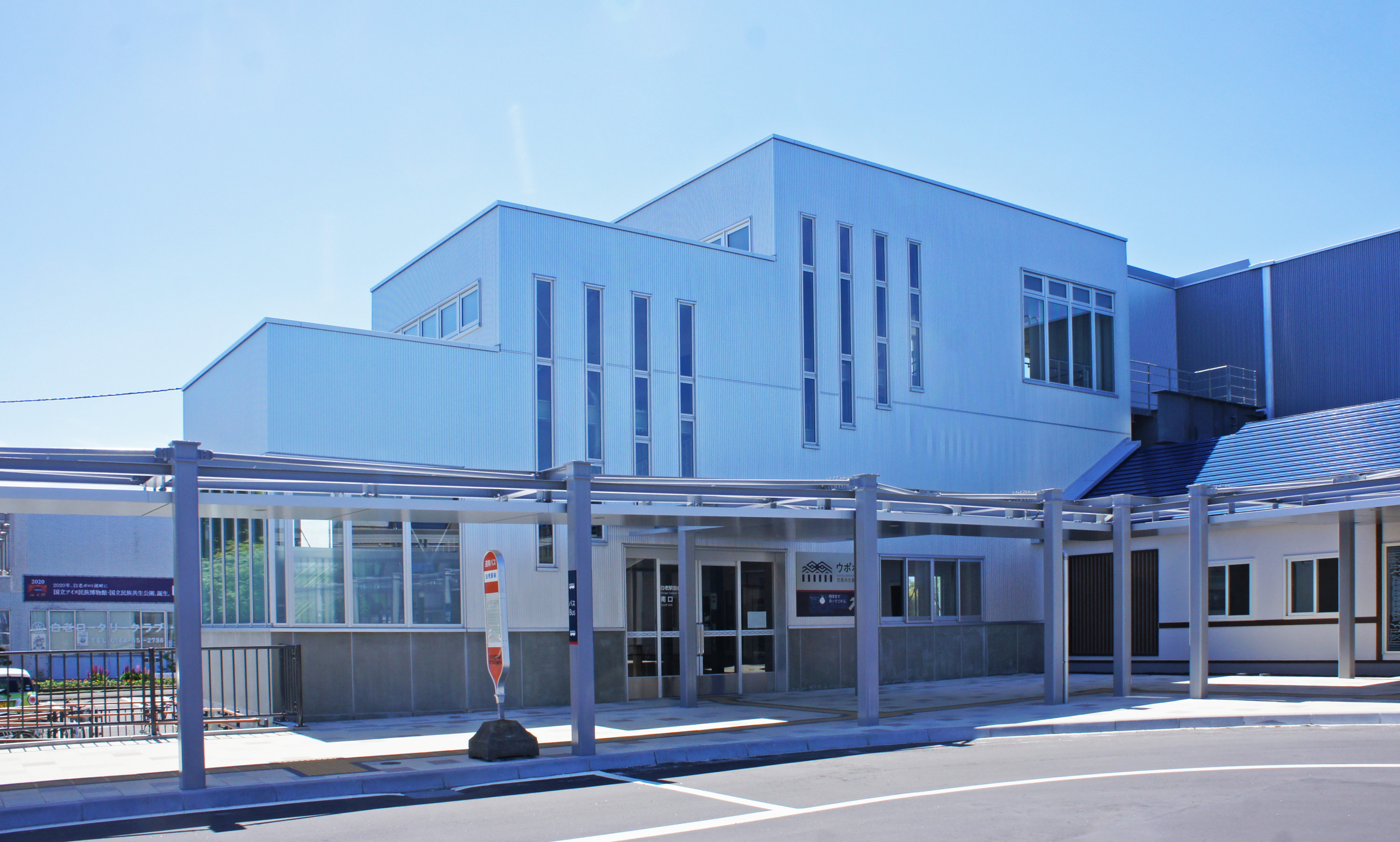
自由通路（南口）（2020年6月）

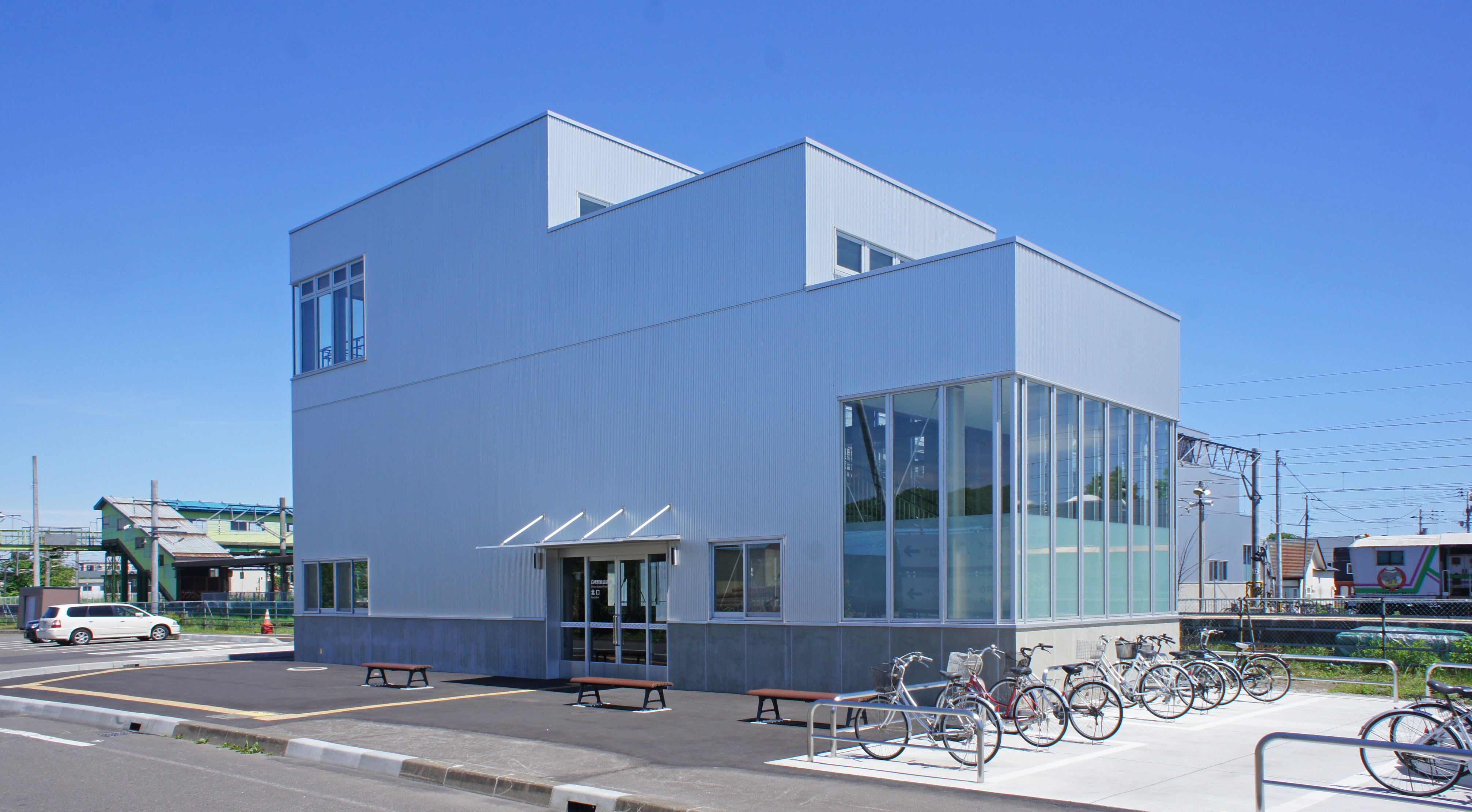
自由通路（北口）（2020年6月）

白老駅（しらおいえき）は、北海道白老郡白老町末広町2丁目にある、北海道旅客鉄道（JR北海道）室蘭本線の駅である。駅番号はH23、電報略号はシラ、事務管理コードは▲130321。副駅名称は「ウポポイ 民族共生象徴空間前」。
特急「北斗」の一部と「すずらん」全列車の停車駅である。また、当駅から沼ノ端駅までの28.7 kmは日本国内で最も長い鉄道の直線区間になっている。

## 歴史

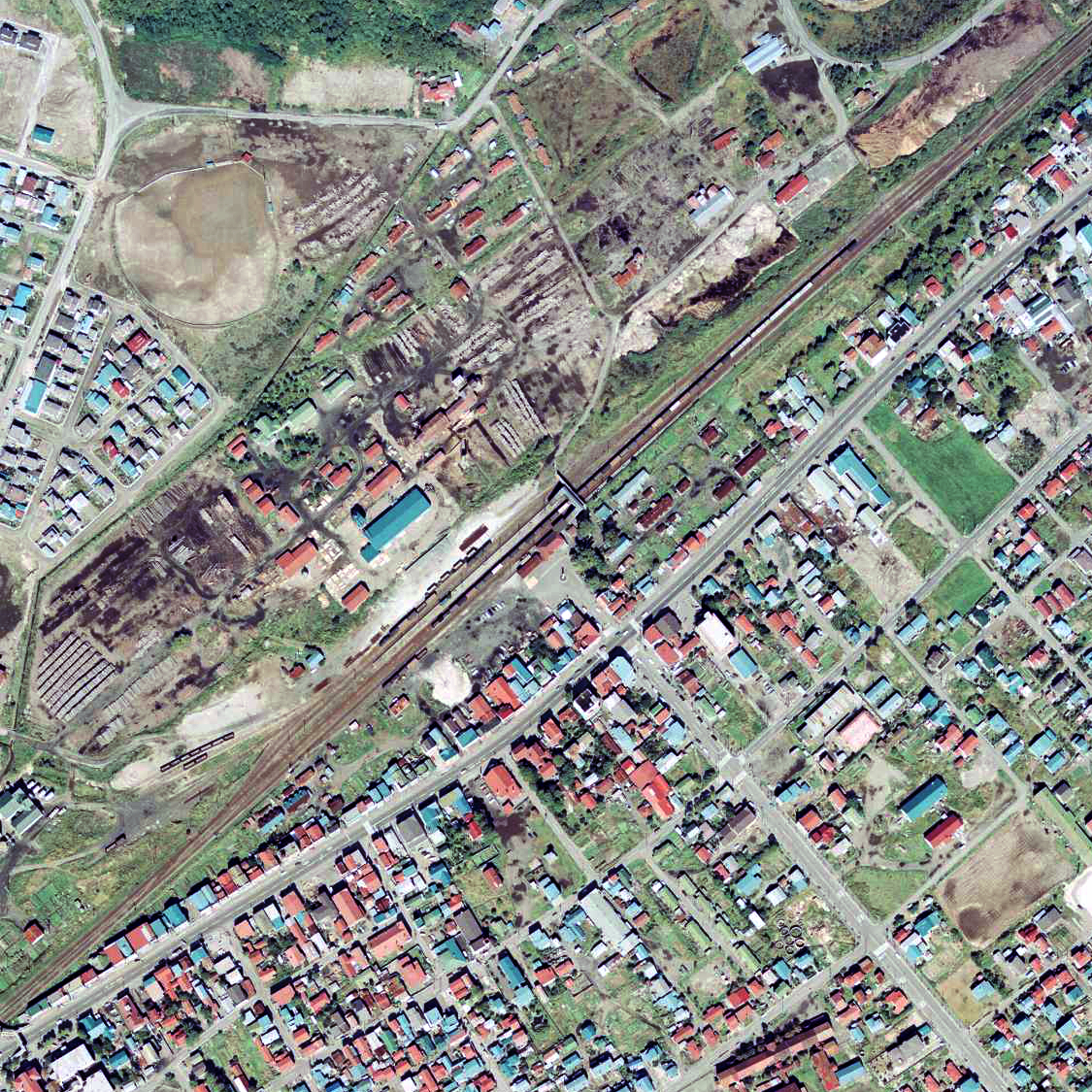
1976年の白老駅と周囲約750m範囲。左下が東室蘭方面。駅裏室蘭側の斜めの多数の側線は、白老川へ向かっていた砂利線の撤去残りと陸上自衛隊白老弾薬支処専用線。また、駅裏正面の貨物積卸場は木工場に接しており、まだ利用されている。

- 1892年（明治25年）8月1日：北海道炭礦鉄道の駅として開業[1][8]。一般駅[1]。機関庫設置。
- 1906年（明治39年）
  - 1月25日：白老機関庫廃止[9]。
  - 10月1日：北海道炭礦鉄道の鉄道路線国有化により、官設鉄道に移管[1]。
- 1917年（大正5年）頃：駅裏から白老川まで砂利岐線敷設[10][注釈 1]。
- 1934年（昭和9年）12月：駅舎改築[11]。
- 1969年（昭和44年）11月：跨線橋設置[11]。
- 1982年（昭和57年）11月15日：貨物取扱い廃止[1]。
- 1984年（昭和59年）
  - 2月1日：荷物取扱い廃止[1]。
  - 4月1日：業務委託駅化[11]。
- 1987年（昭和62年）
  - 4月1日：国鉄分割民営化により、北海道旅客鉄道（JR北海道）に継承[1]。
  - 9月1日：駅舎改築[11]。
- 2003年（平成15年）4月28日：売店営業開始[新聞 1]。
- 2008年（平成20年）：売店リニューアル[新聞 2]。
- 2020年（令和2年）
  - 3月14日：副駅名称が「ウポポイ 民族共生象徴空間前」となる[報道 1]。同日のダイヤ改正により、下り10本・上り9本の特急「北斗」が停車するようになる[報道 2]。また、乗換跨線橋の新設、上りホームの嵩上げ、駅前広場[注釈 2]、自由通路の供用開始。駅舎をリニューアル[報道 3]。
  - 4月1日：白老町が駅舎内に観光案内ブースを開設[新聞 3]。

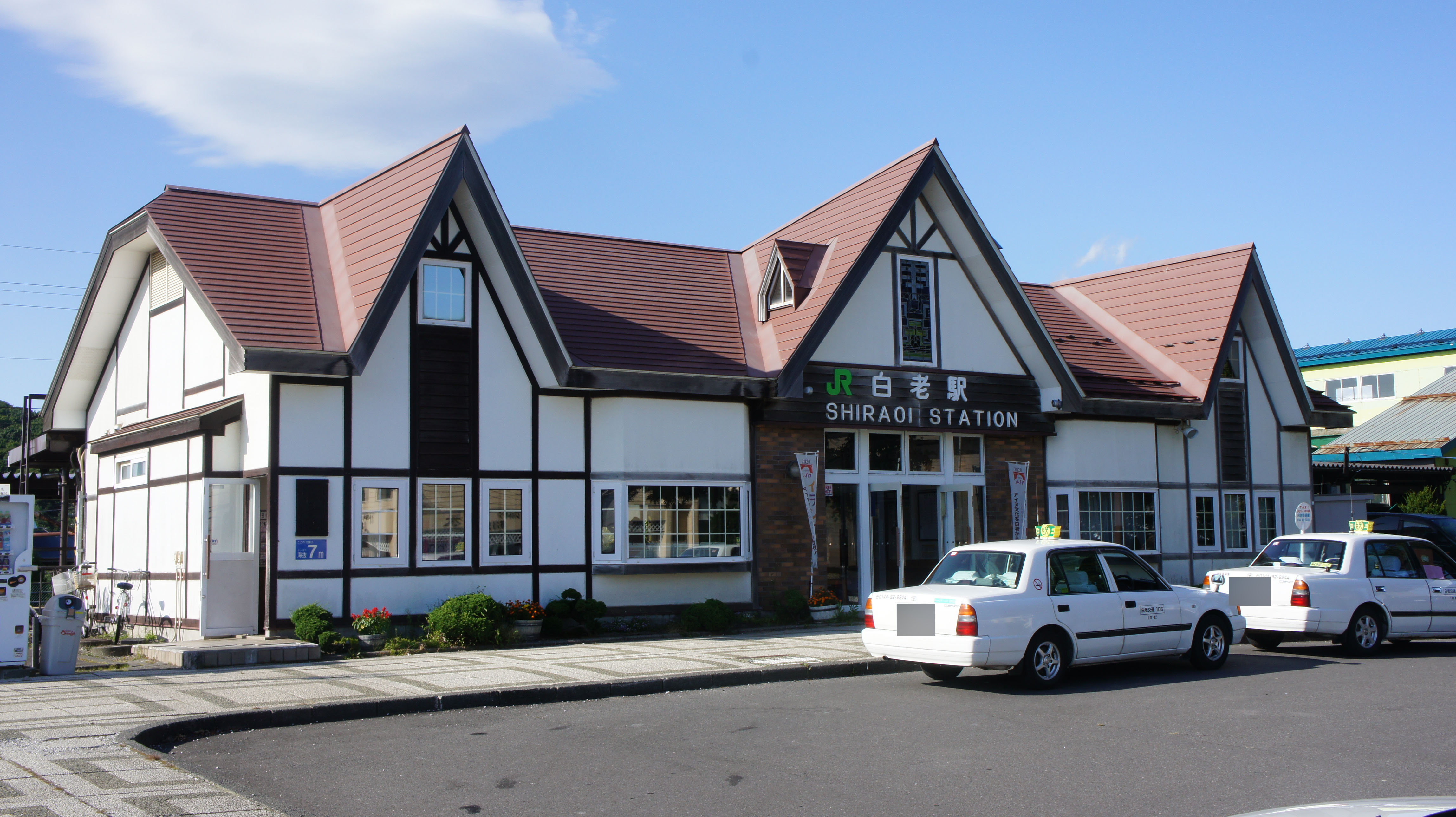
改修前の駅舎（2017年9月）
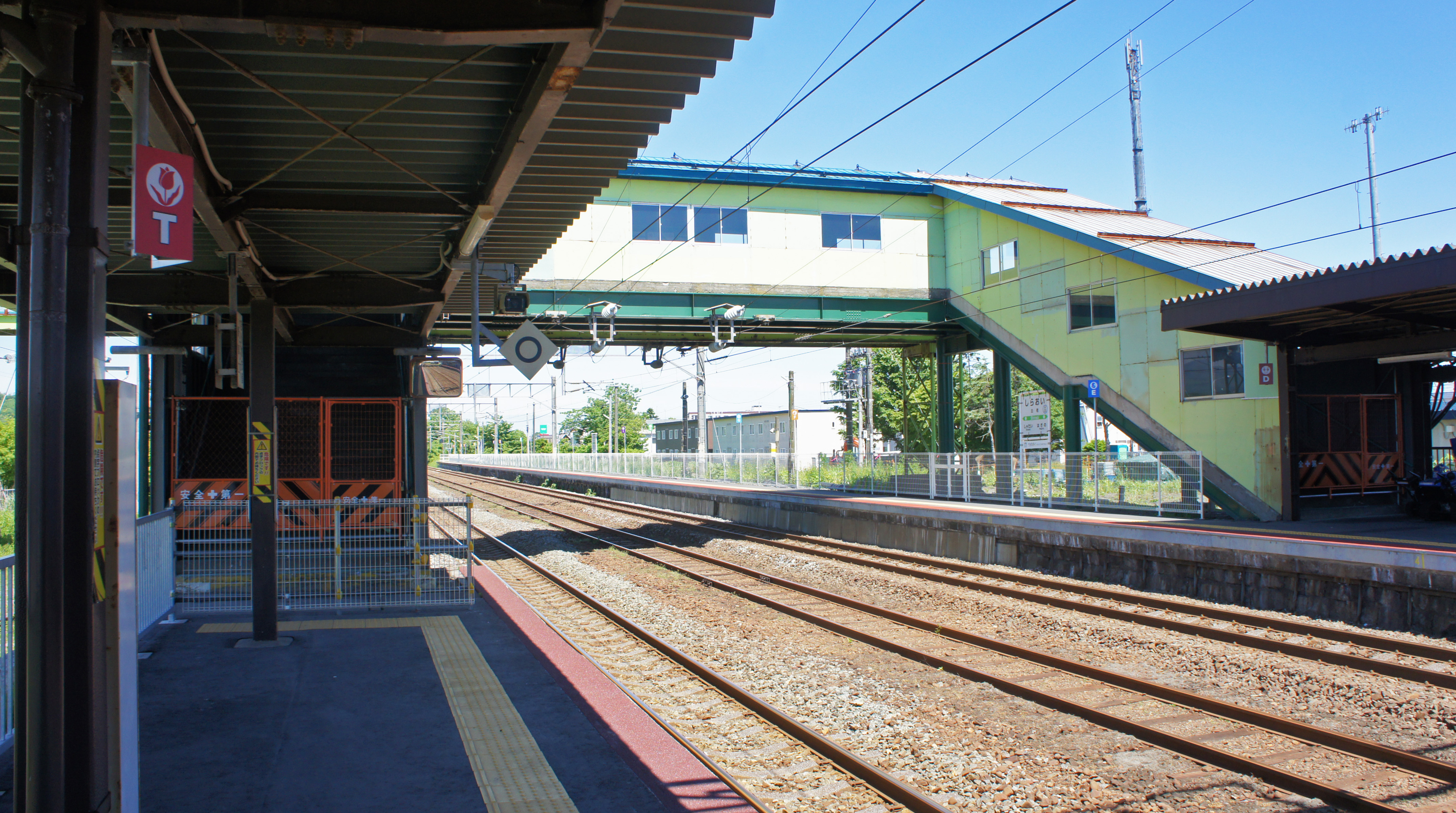
閉鎖された旧跨線橋（2020年6月）
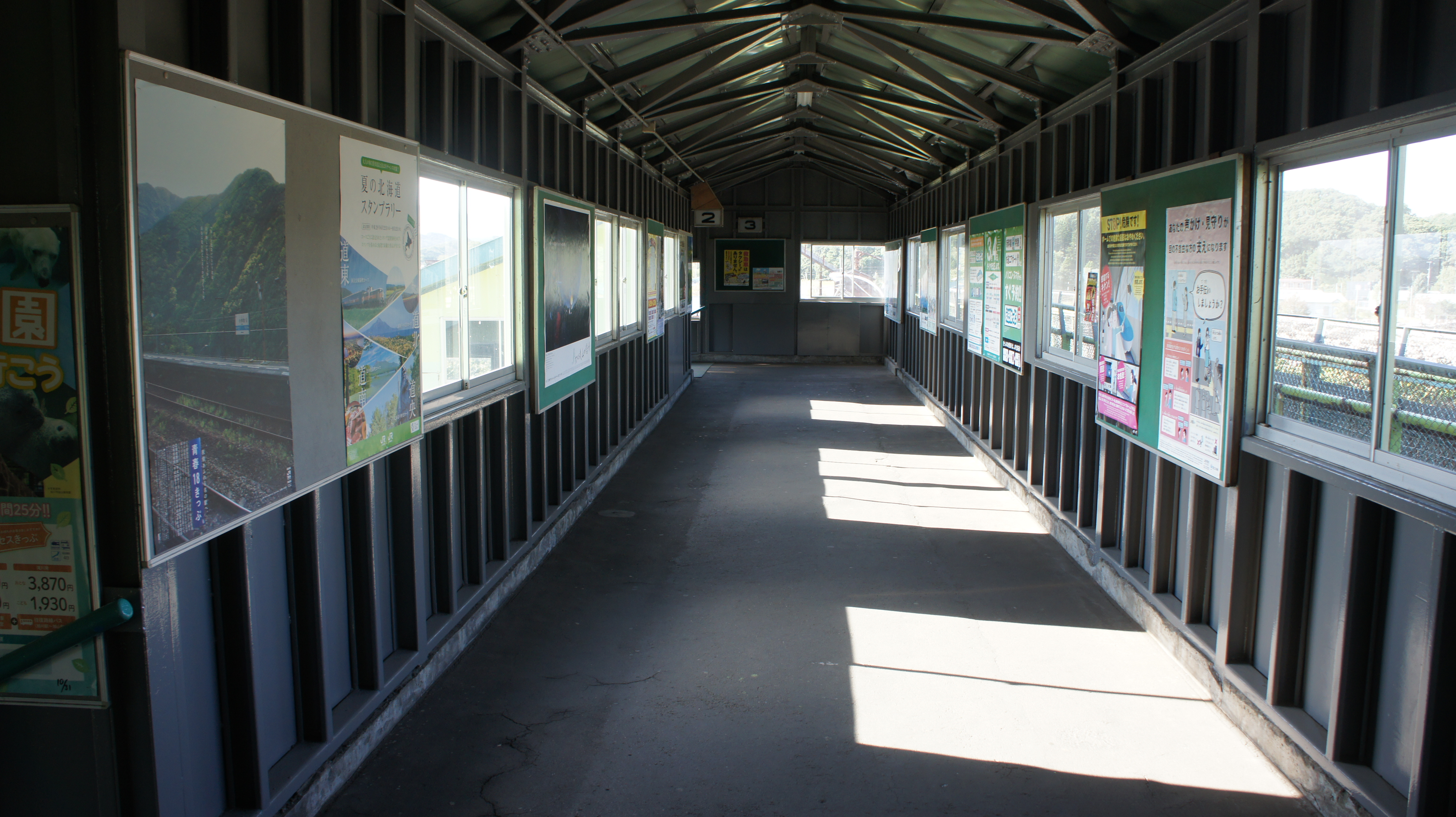
旧跨線橋（2017年9月）

## 駅構造
混合ホーム2面3線の地上駅。上り貨物列車専用の待避線が1番のりばと2番のりばの間に1本ある。3番のりばは下り列車のみ待避が可能である。跨線橋上に自由通路への出入りができる臨時改札が設けられている。駅舎は白老町の所有であり、北海道ジェイ・アール・サービスネットが駅業務を受託する業務委託駅である。みどりの窓口と話せる券売機が設置されている。改札内にはエレベーターが設置されている。

### のりば
| 番線 | 路線      | 方向 | 行先             |
| ---- | --------- | ---- | ---------------- |
| 1    | ■室蘭本線 | 上り | 室蘭・函館方面   |
| 2・3 | ■室蘭本線 | 下り | 苫小牧・札幌方面 |

（出典：JR北海道:駅の情報検索）
- 待避列車は3番線から発車する。

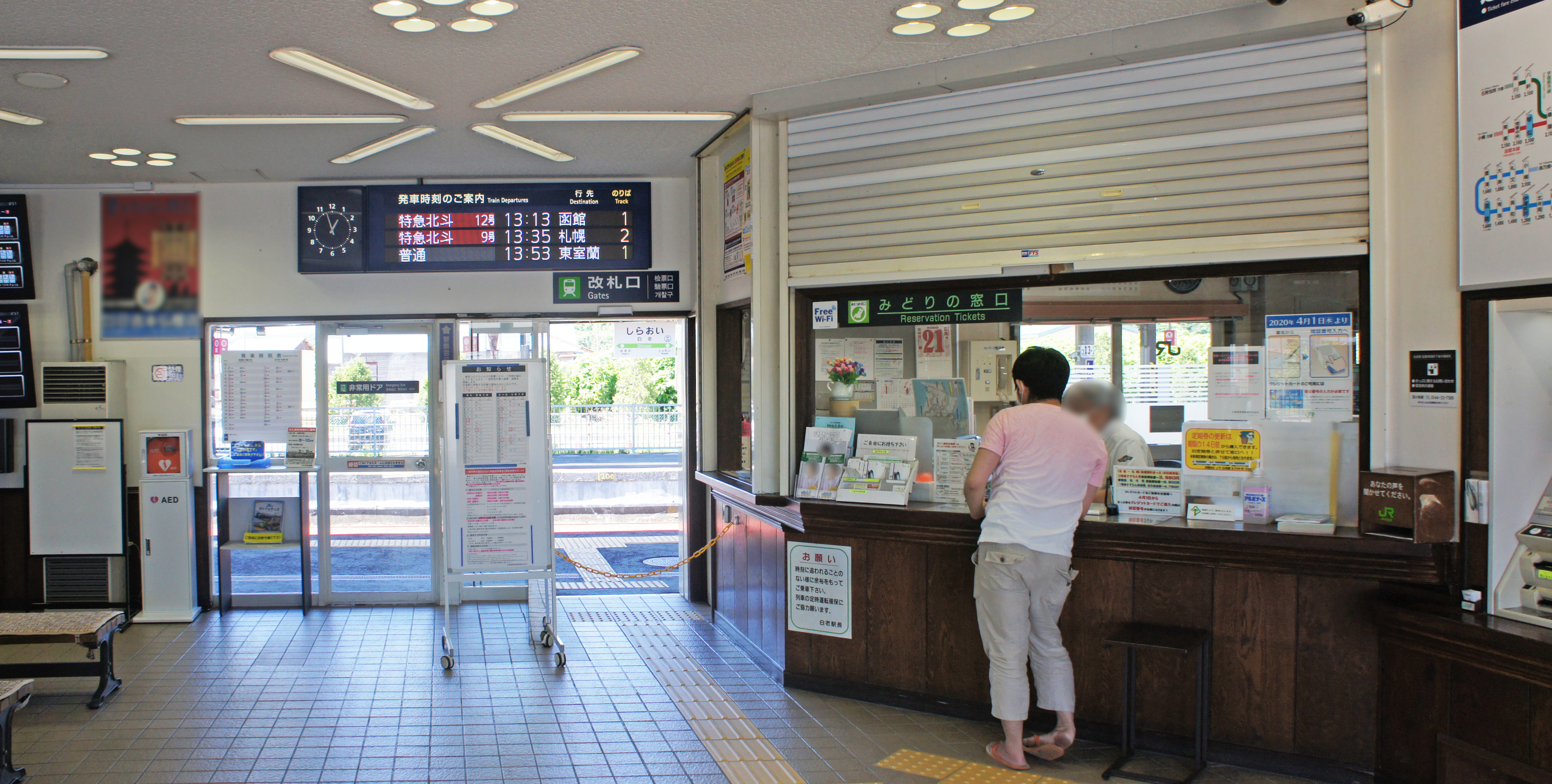
改札口（2020年6月）
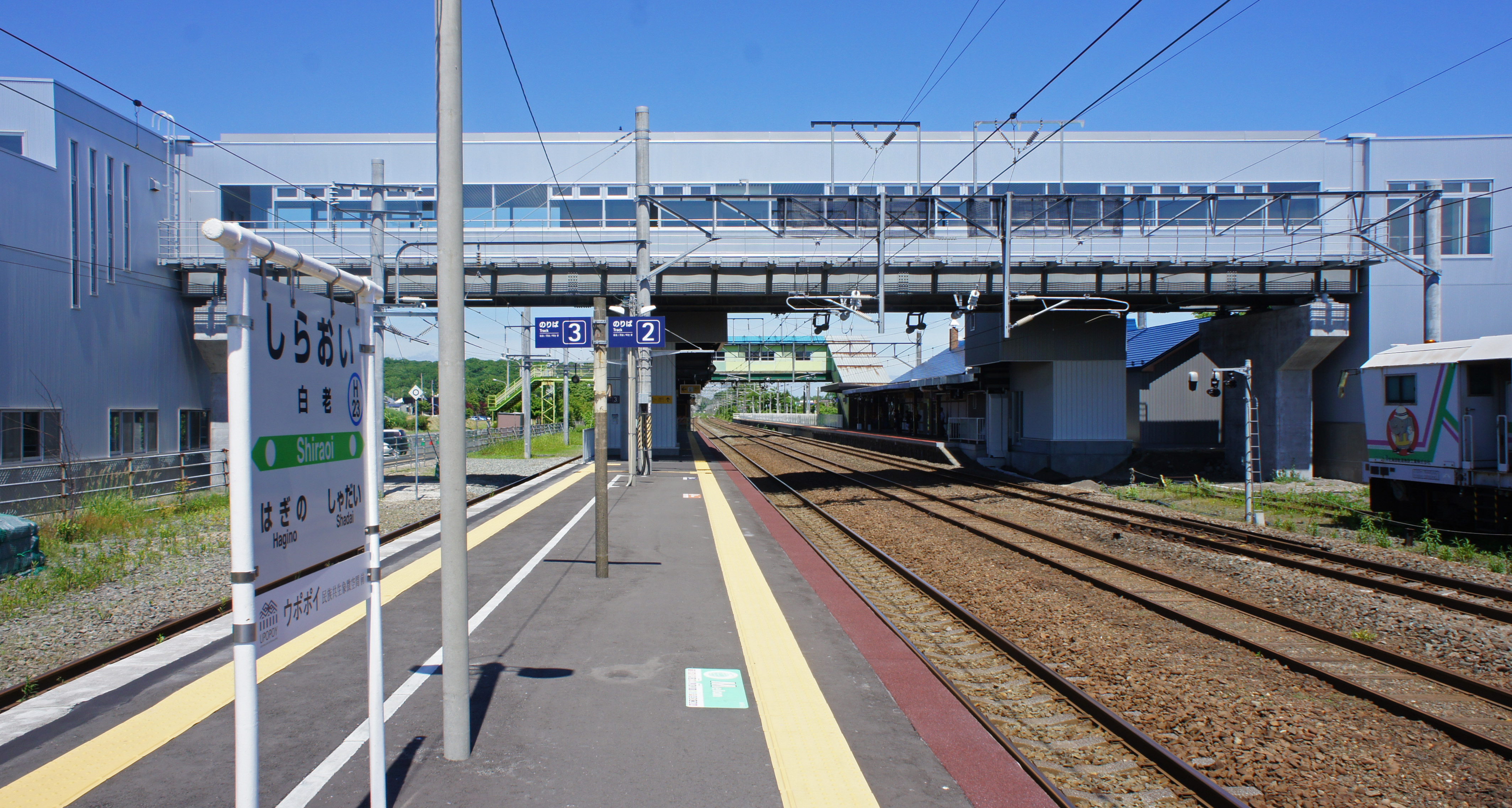
ホーム（2020年6月）
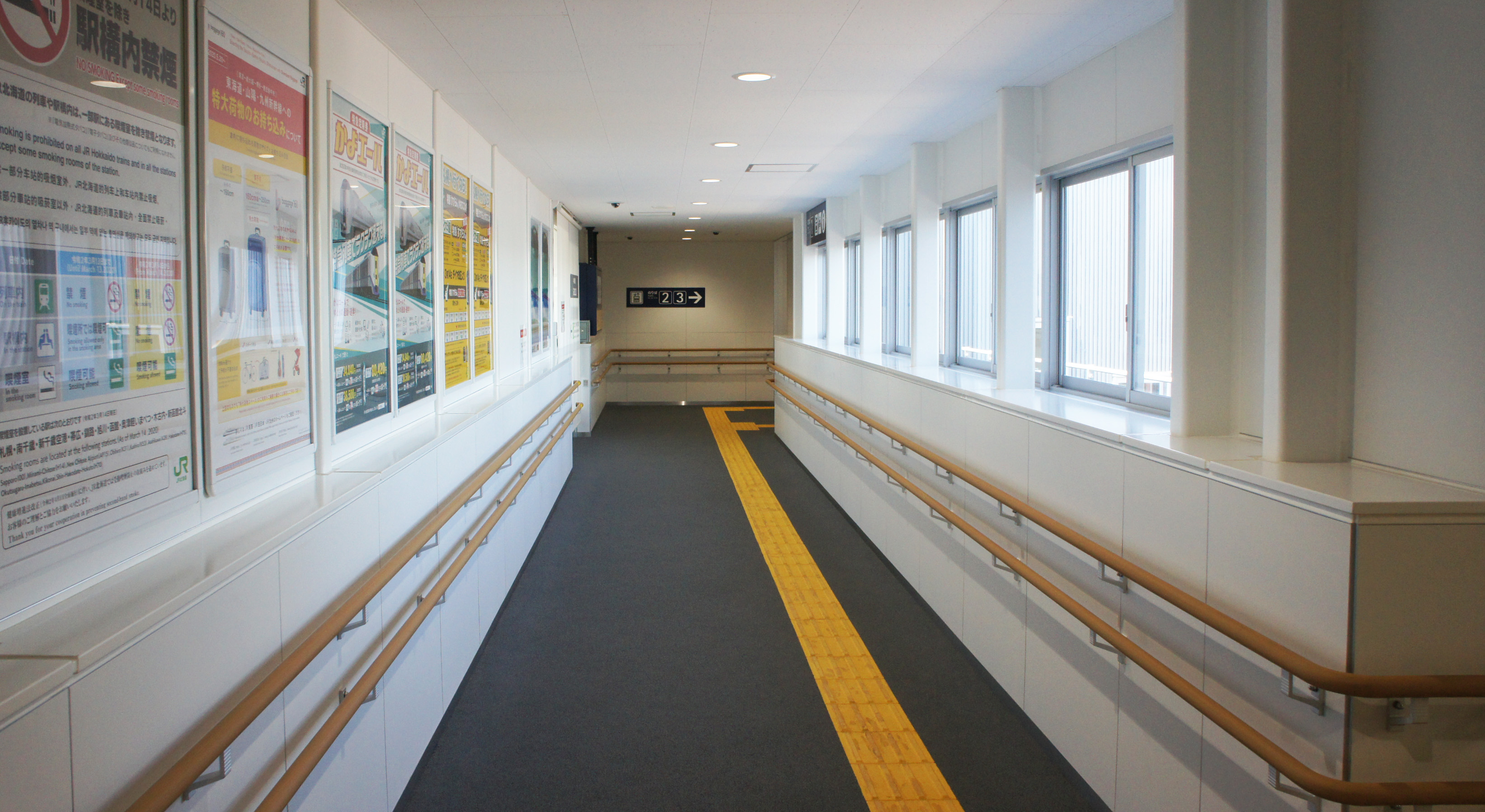
跨線橋（2020年6月）
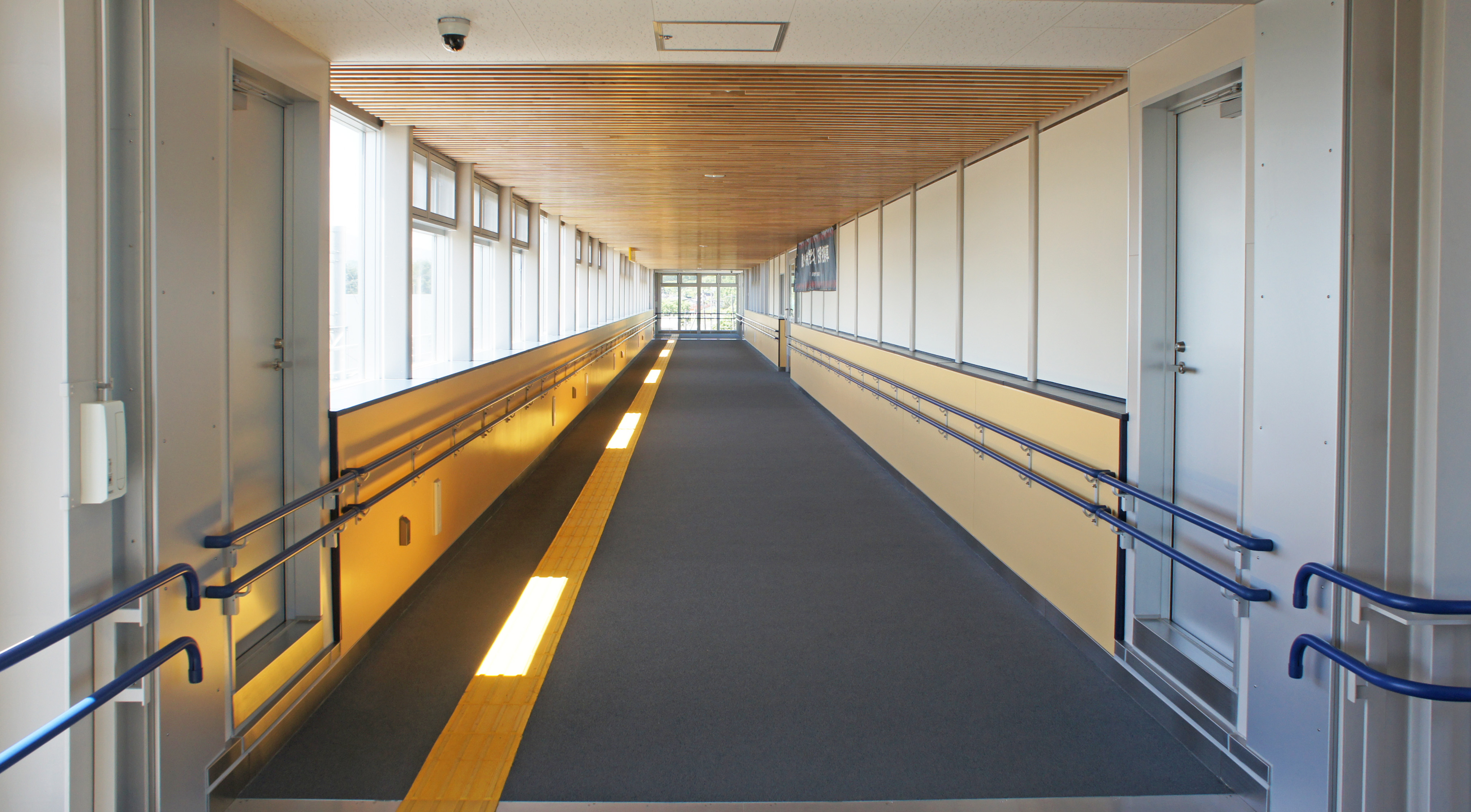
自由通路内（2020年6月）
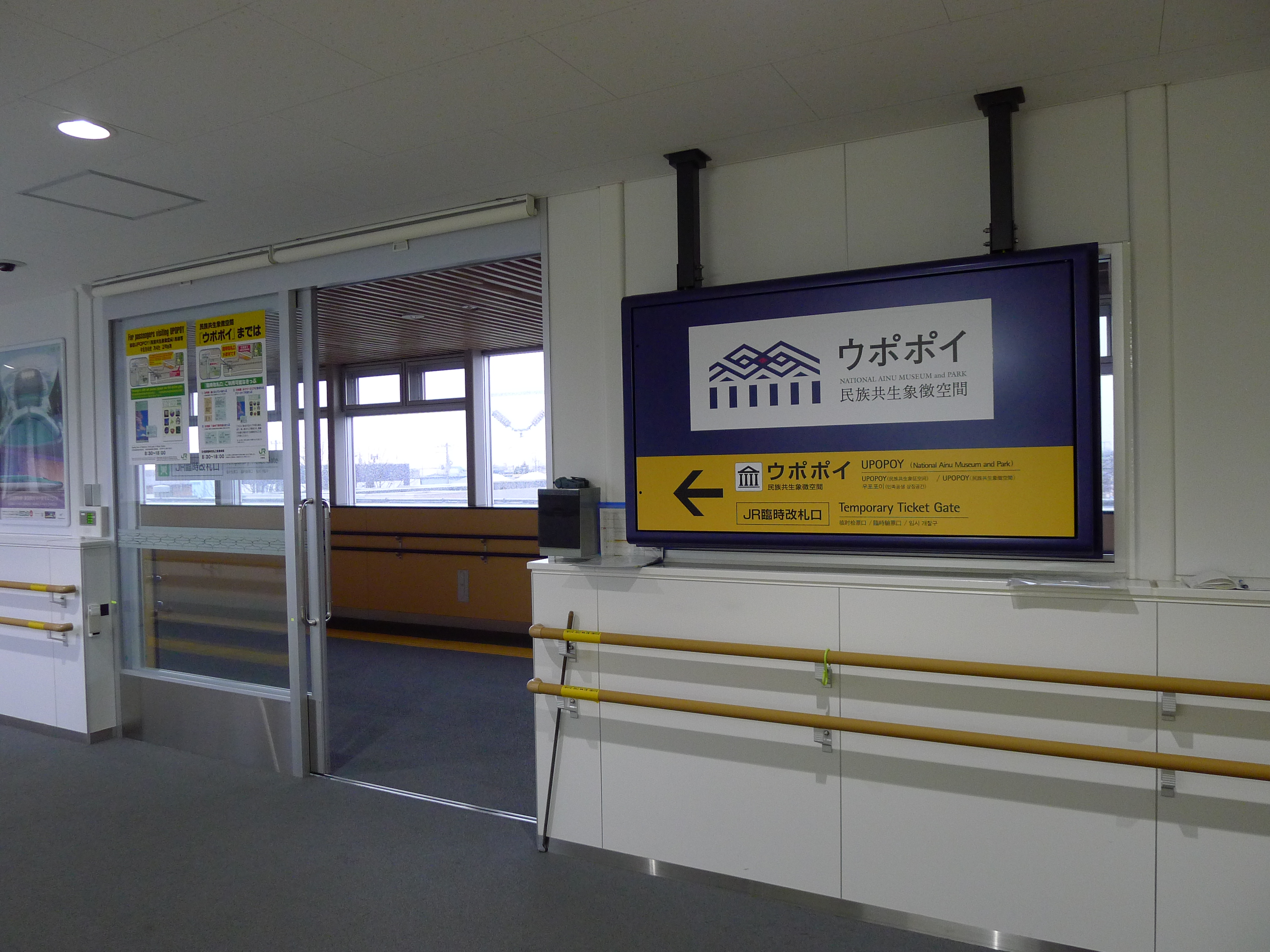
臨時改札、ウポポイの副駅名表示もある（2020年11月）

## 利用状況
- JR北海道によると、ウポポイ（民族共生象徴空間）開業後の2020年（令和2年）7月から翌2021年（令和3年）6月までの乗降人員の推移は以下のとおりである[報道 5]。なお、いずれの月も新型コロナウイルス感染症（COVID-19）の影響を受けた結果となっている[報道 5]。
  - 2020年（令和2年）9 - 10月と翌2021年（令和3年）4月・7月には、修学旅行団体（計9校279人[注釈 3]）の利用が生じている[報道 5]。

| 年月               | 年月 | 開業前 （単位：人） | 開業後 （単位：人） | 増減率 | 出典       |
| ------------------ | ---- | ------------------- | ------------------- | ------ | ---------- |
| 2020年（令和02年） | 07月 | 1,100               | 1,300               | 117%   | [ 報道 5 ] |
| 2020年（令和02年） | 08月 | 1,000               | 1,300               | 122%   | [ 報道 5 ] |
| 2020年（令和02年） | 09月 | 1,200               | 1,400               | 117%   | [ 報道 5 ] |
| 2020年（令和02年） | 10月 | 1,100               | 1,300               | 122%   | [ 報道 5 ] |
| 2020年（令和02年） | 11月 | 1,100               | 1,100               | 99%    | [ 報道 5 ] |
| 2020年（令和02年） | 12月 | 1,100               | 1,000               | 97%    | [ 報道 5 ] |
| 2021年（令和03年） | 01月 | 1,000               | 900                 | 89%    | [ 報道 5 ] |
| 2021年（令和03年） | 02月 | 900                 | 900                 | 98%    | [ 報道 5 ] |
| 2021年（令和03年） | 03月 | 500                 | 900                 | 174%   | [ 報道 5 ] |
| 2021年（令和03年） | 04月 | 600                 | 1,000               | 177%   | [ 報道 5 ] |
| 2021年（令和03年） | 05月 | 500                 | 900                 | 203%   | [ 報道 5 ] |
| 2021年（令和03年） | 06月 | 1,000               | 1,100               | 105%   | [ 報道 5 ] |

- 「白老町統計書」によると、2022年度（令和4年度）の1日平均乗車人員は611人である[* 1]。2003年度（平成15年度）以降の1日平均乗車人員の推移は以下のとおりである。

| 年度               | 1日平均 乗車人員 | 出典    |
| ------------------ | ---------------- | ------- |
| 2003年（平成15年） | 550              | [ * 2 ] |
| 2004年（平成16年） | 550              | [ * 3 ] |
| 2005年（平成17年） | 510              | [ * 4 ] |
| 2006年（平成18年） | 490              | [ * 4 ] |
| 2007年（平成19年） | 480              | [ * 4 ] |
| 2008年（平成20年） | 520              | [ * 4 ] |
| 2009年（平成21年） | 530              | [ * 4 ] |
| 2010年（平成22年） | 550              | [ * 4 ] |
| 2011年（平成23年） | 590              | [ * 4 ] |
| 2012年（平成24年） | 625              | [ * 4 ] |
| 2013年（平成25年） | 653              | [ * 4 ] |
| 2014年（平成26年） | 631              | [ * 4 ] |
| 2015年（平成27年） | 744              | [ * 4 ] |
| 2016年（平成28年） | 731              | [ * 5 ] |
| 2017年（平成29年） | 713              | [ * 6 ] |
| 2018年（平成30年） | 674              | [ * 7 ] |
| 2019年（令和元年） | 663              | [ * 8 ] |
| 2020年（令和02年） | 589              | [ * 1 ] |
| 2021年（令和03年） | 570              | [ * 1 ] |
| 2022年（令和04年） | 611              | [ * 1 ] |

## 駅周辺
白老町中心部にある駅であり、ウポポイ（民族共生象徴空間）や仙台藩白老元陣屋資料館（白老仙台藩陣屋跡）、白老町役場や白老町立国民健康保険病院、北海道白老東高等学校や北海道栄高等学校への最寄駅となっている。駅南口には道南バス「白老駅前」停留所がある。また、駅南口から国道36号（白老バイパス）までは北海道道388号白老停車場線が通っている。白老駅北観光商業ゾーン（ポロトミンタラ）には、北海道での運行を最後に姿を消した蒸気機関車（SL）「D51-333」（愛称：SLポロト号）を展示している（10月半ばから4月半ばの冬期はシートで覆われる）。
北口
- 白老駅北観光インフォメーションセンター

南口
- しらおい経済センター
- 苫小牧信用金庫白老支店
- 室蘭信用金庫白老支店
- 北海道銀行白老支店
- 白老郵便局

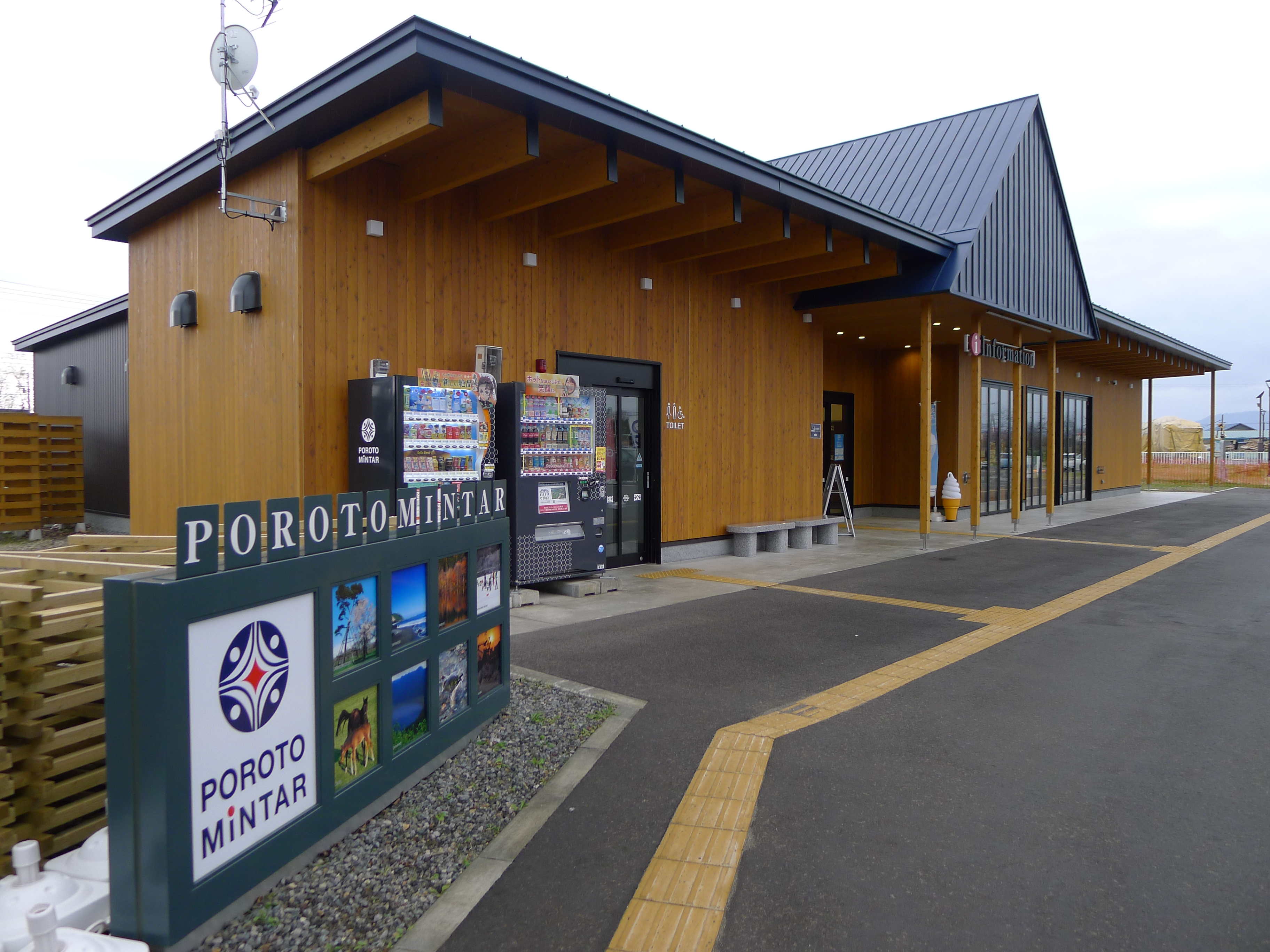
白老駅北観光インフォメーションセンター（2020年11月）
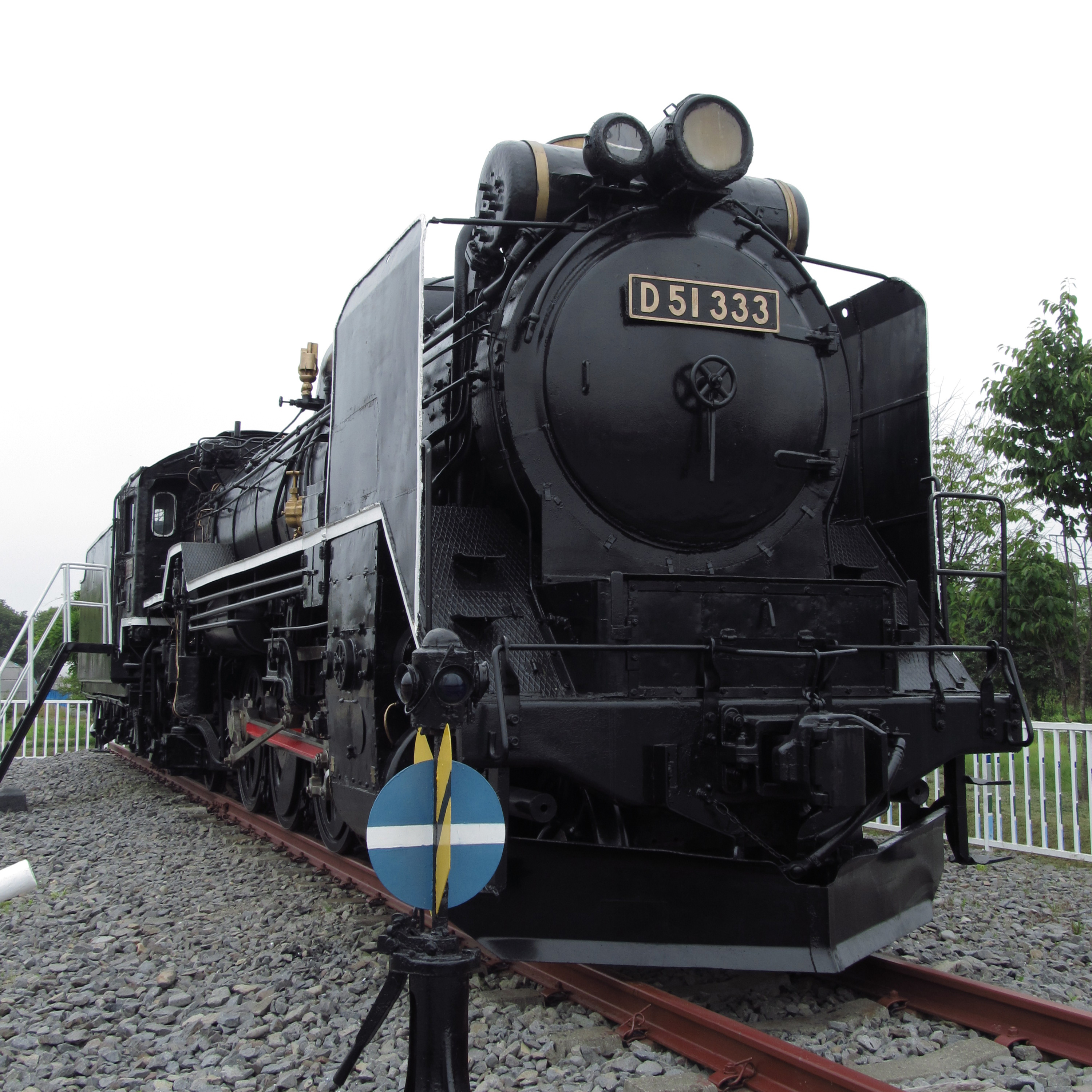
D51-333（愛称：SLポロト号）（2012年7月）

## その他
ウポポイの開業に合わせ白老駅に停車する特急列車の車内放送では、「ウアイヌコロコタン ウポポイ オルンパイエ クル アナシ シラヲイオッタ ラプ ヤン」（民族共生象徴空間ウポポイへおいでのお客様は白老でお降りください）というアイヌ語によるアナウンスが流れる。

## 隣の駅
北海道旅客鉄道（JR北海道）

■室蘭本線

萩野駅 (H24) - 白老駅 (H23) - 社台駅 (H22)